# Dúpnitsa
Dúpnitsa (en búlgaro: Дупница) es una ciudad de Bulgaria en la provincia de Kyustendil.

## Geografía
Se encuentra a una altitud de 527 m s. n. m. y a una distancia de 73 km de la capital nacional, Sofía.

## Demografía
Según estimación de 2012 contaba con una población de 39 950 habitantes.
|         | 2004   | 2005   | 2006   | 2007   | 2008   | 2009   | 2010   |
| Mujeres | 19.255 | 19.146 | 18.882 | 18.799 | 18.882 | 18.799 | 18.579 |
| Varones | 17.850 | 17.670 | 17.303 | 17.209 | 17.303 | 17.209 | 16.927 |
| Total   | 37.105 | 36.816 | 36.185 | 36.008 | 36.185 | 36.008 | 35.506 |